# Petr Sodomka
Petr Sodomka (19 de mayo de 1947) es un deportista checoslovaco que compitió en piragüismo en la modalidad de eslalon. Ganó nueve medallas en el Campeonato Mundial de Piragüismo en Eslalon entre los años 1967 y 1977.

## Palmarés internacional
| Campeonato Mundial | Campeonato Mundial                 | Campeonato Mundial | Campeonato Mundial |
| Año                | Lugar                              | Medalla            | Competición        |
| ------------------ | ---------------------------------- | ------------------ | ------------------ |
| 1967               | Lipno nad Vltavou (Checoslovaquia) | Medalla de oro     | C1 por equipos     |
| 1969               | Bourg-Saint-Maurice (Francia)      | Medalla de plata   | C1 por equipos     |
| 1971               | Merano (Italia)                    | Medalla de bronce  | C1 individual      |
| 1971               | Merano (Italia)                    | Medalla de bronce  | C1 por equipos     |
| 1973               | Muotathal (Suiza)                  | Medalla de oro     | C1 por equipos     |
| 1975               | Skopie (Yugoslavia)                | Medalla de oro     | C1 individual      |
| 1975               | Skopie (Yugoslavia)                | Medalla de oro     | C1 por equipos     |
| 1977               | Spittal (Austria)                  | Medalla de oro     | C1 individual      |
| 1977               | Spittal (Austria)                  | Medalla de bronce  | C1 por equipos     |